# Metriacanthosaurus
Metriacanthosaurus parkeri
Genre
Espèce
Metriacanthosaurus (nom formé à partir du grec et signifiant « reptile modérément épineux ») est un genre de dinosaure théropode de la famille des Metriacanthosauridae ayant vécu au Jurassique, période géologique qui s’étend de -199,6 ± 0,6 à - 145,5 ± 4,0 Ma et plus précisément à l'Oxfordien.
Ce genre ne comprend qu'une espèce : Metriacanthosaurus parkeri.

## Description
Metriacanthosaurus était un théropode de taille moyenne avec une longueur de fémur de 80 cm. Gregory S. Paul en 1988 a estimé son poids à 1,8 tonne, mais certains individus font 2,5 tonnes. Thomas Holtz a donné une longueur de 7,5 m pour 2 m de haut. Metriacanthosaurus a été nommé pour la hauteur de ses épines neurales, qui ne sont en fait pas trop hautes pour les théropodes. Ils sont similaires à d'autres théropodes tels que Megalosaurus, Sinraptor et Ceratosaurus en étant 1,5 fois la hauteur du milieu. Malgré sa taille relativement grande, il peut atteindre une vitesse de 32 km/h.

## Histoire de la découverte
En 1923, le paléontologue allemand Friedrich von Huene a écrit un article sur les dinosaures carnivores européens du Jurassique et du Crétacé au sein de Saurischia. Dans cet article, il a examiné un spécimen (OUM J.12144) comprenant une hanche incomplète, un os de jambe et une partie d'une colonne vertébrale, l'attribuant à une nouvelle espèce de Megalosaurus : Megalosaurus parkeri. Le nom spécifique honore W. Parker qui, au XIXe siècle, avait collecté les fossiles près de Jordan's Cliff à Weymouth. Ces ossements provenaient de la formation d'Oxford Clay, qui date du Jurassique supérieur.

En 1932, cependant, von Huene a conclu qu'il s'agissait d'une espèce d'Altispinax, A. parkeri. 

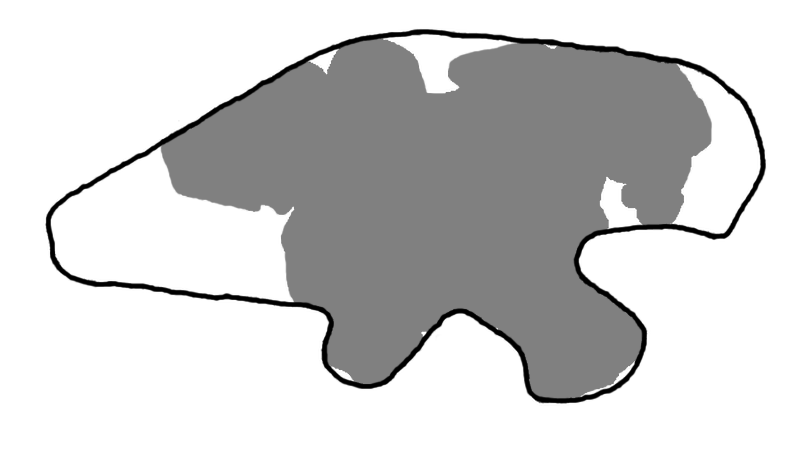
Ilium d'OUM J.12144(l'holotype, avec les restes connus en gris)

En 1964, le scientifique Alick Walker a décidé que ces fossiles étaient trop différents d'Altispinax, car ils n'avaient pas les longues épines vertébrales et ont nommé le nouveau genre Metriacanthosaurus. Le nom générique est dérivé du grec metrikos, « modéré », et akantha, « colonne vertébrale ». Metriacanthosaurus tire ainsi son nom de ses vertèbres, qui sont plus hautes que les carnosaures typiques, comme Allosaurus, mais plus basses que d'autres dinosaures à hautes épines comme Acrocanthosaurus.

## Alimentation
Metriacanthosaurus vivait il y a environ 160 millions d'années sur la côte sud de l'Angleterre, et se cachait dans les forêts et les jungles denses de l'époque pour surprendre ses proies avec une embuscade parfaitement élaborée. Il se nourrissait principalement d'autres dinosaures ainsi que de reptiles marins près des côtes. Il peut s'attaquer à des grandes proies, mais il préfère les proie de petite à moyenne tailles. Pour mieux chasser, il a des dents conçues pour arracher la chair et des longs bras munis de griffes acérées pour saisir sa proie.

### Proies
Lexovisaurus
Cetiosauriscus
Loricatosaurus
Sarcolestes

## Localisation et taphonomie
L'emplacement de l'holotype de Metriacanthosaurus est une falaise sur la côte de la Manche près de Weymouth dans le Dorset dans le sud-ouest de l'Angleterre, dans laquelle la partie supérieure du Jurassique supérieur (membre de Weymouth, zone Cardioceras cordatum) de la formation d'Oxford Clay est exposée.

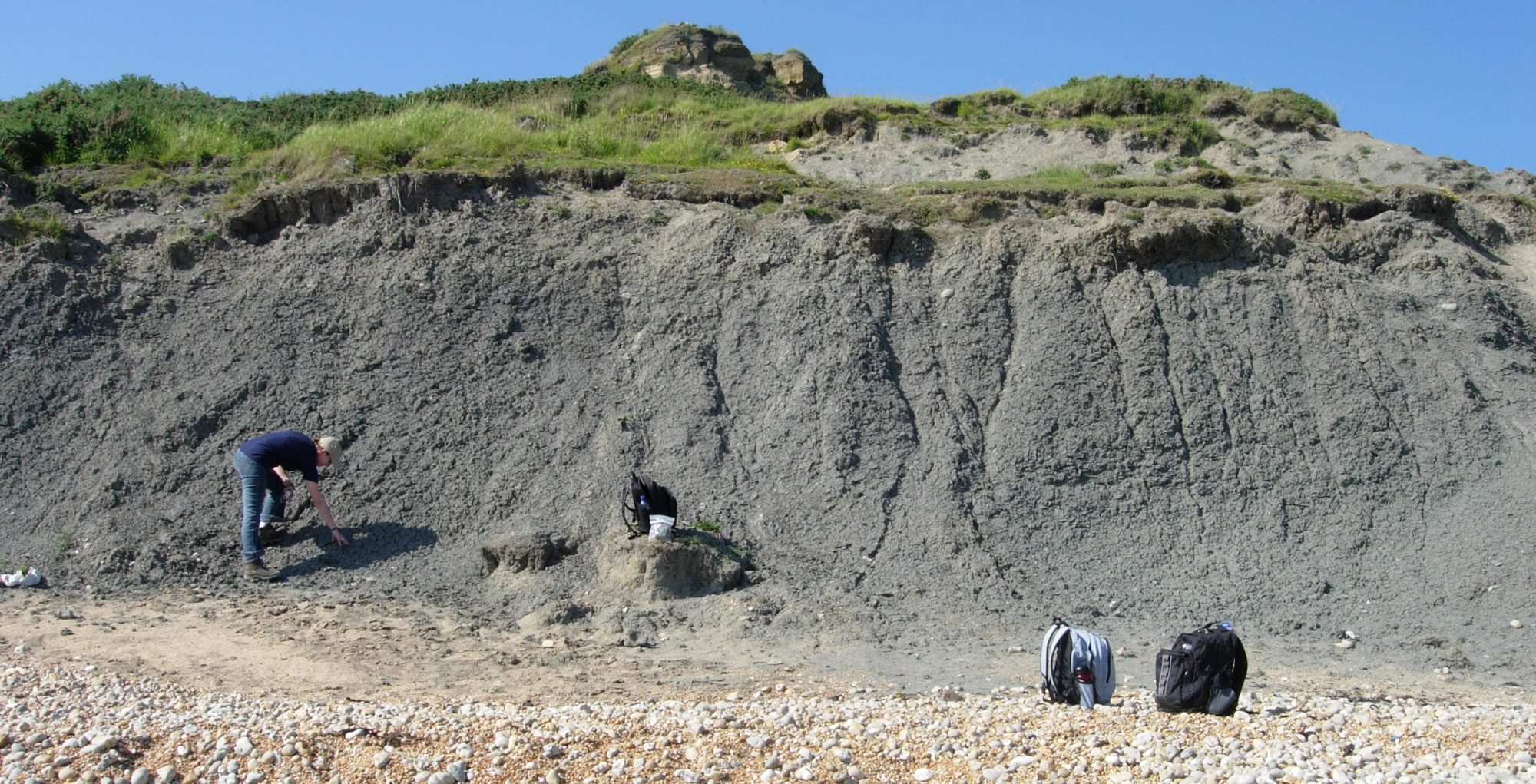
Le site d'Oxford Clay, un lieu de la découverte de Metriacanthosaurus

L'Oxford Clay (« Argile d'Oxford ») est une roche sédimentaire marine, ce qui signifie que les os n'étaient pas incrustés dans les sédiments où l'animal en question a vécu et est mort, mais qu'ils ont été transportés dans la mer, vraisemblablement par une rivière. Cela explique aussi l'incomplétude du matériel. Le fait qu'une palourde ressemblant à une huître de l'espèce Gryphaea dilatata s'était attachée à l'un des os du bassin était révélateur de la position stratigraphique de la couche de découverte.

## Classification
Initialement nommé comme une espèce de Megalosaurus chez les  Megalosauridae, Metriacanthosaurus a depuis été reclassé chez les Metriacanthosauridae. On pense qu'il est lié à des genres tels que Yangchuanosaurus, et en 1988, Paul a fait des deux genres des synonymes. Cependant, une revue de 2007 des dinosaures britanniques par Darren Naish et David Martill défendent la séparation taxonomique des deux genres. Metriacanthosaurus est considéré comme un membre de la sous-famille des Metriacanthosaurinae.
|  | Yangchuanosaurus zigongensis                                                |
|  |                                                                             |
|  | \| \| CV 00214 \| \| \| \| \| \| Yangchuanosaurus shangyouensis \| \| \| \| |
|  |                                                                             |
|  | CV 00214                                                                    |
|  |                                                                             |
|  | Yangchuanosaurus shangyouensis                                              |
|  |                                                                             |

|  | CV 00214                       |
|  |                                |
|  | Yangchuanosaurus shangyouensis |
|  |                                |

|  | Sinraptor hepingensis                                             |
|  |                                                                   |
|  | \| \| Sinraptor dongi \| \| \| \| \| \| Siamotyrannus \| \| \| \| |
|  |                                                                   |
|  | Sinraptor dongi                                                   |
|  |                                                                   |
|  | Siamotyrannus                                                     |
|  |                                                                   |

|  | Sinraptor dongi |
|  |                 |
|  | Siamotyrannus   |
|  |                 |

|  | Sinraptor hepingensis                                             |
|  |                                                                   |
|  | \| \| Sinraptor dongi \| \| \| \| \| \| Siamotyrannus \| \| \| \| |
|  |                                                                   |
|  | Sinraptor dongi                                                   |
|  |                                                                   |
|  | Siamotyrannus                                                     |
|  |                                                                   |

|  | Sinraptor dongi |
|  |                 |
|  | Siamotyrannus   |
|  |                 |

|  | Sinraptor hepingensis                                             |
|  |                                                                   |
|  | \| \| Sinraptor dongi \| \| \| \| \| \| Siamotyrannus \| \| \| \| |
|  |                                                                   |
|  | Sinraptor dongi                                                   |
|  |                                                                   |
|  | Siamotyrannus                                                     |
|  |                                                                   |

|  | Sinraptor dongi |
|  |                 |
|  | Siamotyrannus   |
|  |                 |

|  | Sinraptor hepingensis                                             |
|  |                                                                   |
|  | \| \| Sinraptor dongi \| \| \| \| \| \| Siamotyrannus \| \| \| \| |
|  |                                                                   |
|  | Sinraptor dongi                                                   |
|  |                                                                   |
|  | Siamotyrannus                                                     |
|  |                                                                   |

|  | Sinraptor dongi |
|  |                 |
|  | Siamotyrannus   |
|  |                 |

|  | Yangchuanosaurus zigongensis                                                |
|  |                                                                             |
|  | \| \| CV 00214 \| \| \| \| \| \| Yangchuanosaurus shangyouensis \| \| \| \| |
|  |                                                                             |
|  | CV 00214                                                                    |
|  |                                                                             |
|  | Yangchuanosaurus shangyouensis                                              |
|  |                                                                             |

|  | CV 00214                       |
|  |                                |
|  | Yangchuanosaurus shangyouensis |
|  |                                |

|  | Sinraptor hepingensis                                             |
|  |                                                                   |
|  | \| \| Sinraptor dongi \| \| \| \| \| \| Siamotyrannus \| \| \| \| |
|  |                                                                   |
|  | Sinraptor dongi                                                   |
|  |                                                                   |
|  | Siamotyrannus                                                     |
|  |                                                                   |

|  | Sinraptor dongi |
|  |                 |
|  | Siamotyrannus   |
|  |                 |

|  | Sinraptor hepingensis                                             |
|  |                                                                   |
|  | \| \| Sinraptor dongi \| \| \| \| \| \| Siamotyrannus \| \| \| \| |
|  |                                                                   |
|  | Sinraptor dongi                                                   |
|  |                                                                   |
|  | Siamotyrannus                                                     |
|  |                                                                   |

|  | Sinraptor dongi |
|  |                 |
|  | Siamotyrannus   |
|  |                 |

|  | Sinraptor hepingensis                                             |
|  |                                                                   |
|  | \| \| Sinraptor dongi \| \| \| \| \| \| Siamotyrannus \| \| \| \| |
|  |                                                                   |
|  | Sinraptor dongi                                                   |
|  |                                                                   |
|  | Siamotyrannus                                                     |
|  |                                                                   |

|  | Sinraptor dongi |
|  |                 |
|  | Siamotyrannus   |
|  |                 |

|  | Sinraptor hepingensis                                             |
|  |                                                                   |
|  | \| \| Sinraptor dongi \| \| \| \| \| \| Siamotyrannus \| \| \| \| |
|  |                                                                   |
|  | Sinraptor dongi                                                   |
|  |                                                                   |
|  | Siamotyrannus                                                     |
|  |                                                                   |

|  | Sinraptor dongi |
|  |                 |
|  | Siamotyrannus   |
|  |                 |

## Dans la culture populaire
Metriacanthosaurus n'apparaît jamais physiquement dans aucun film ou documentaire, mais son nom est vu dans une scène du film Jurassic Park, dans la scène où Dennis Nedry vole les flacons contenant les embryons de dinosaures. En fait, dans ces films, le genre Metriacanthosaurus est confondu avec le genre Yangchuanosaurus, car à l'époque on pensait encore que les deux genres étaient le même animal. Dans un e-mail envoyé à Spielberg et Crichton, le paléontologue Holtz explique que :
« Metriacanthosaurus parkeri est un taxon de dinosaure dont l'ADN est volé par Dennis Nedry. Vraisemblablement, Spielberg et Crichton ont pris le nom Metriacanthosaurus shangyouensis de la couverture de Paul Predatory Dinosaurs of the World, à la place de M. parkeri. »
En fait, dans le film, l'animal est identifié comme Metriacanthosaurus shangyouensis.
Une image promotionnelle d'un Metriacanthosaurus est apparue sur le site promotionnel de Jurassic World, mais l'animal n'est pas apparu dans le film final ;
Metriacanthosaurus apparaît dans le jeu vidéo Jurassic World Evolution, sorti en 2018 par Frontier Developments et également dans Path of Titans en janvier 2019 par Alderon Games.